# Почётный опекун
Почётный опекун — гражданское почётное звание в Российской империи, установленное в 1798 году для награждения им членов опекунских советов (органов, ведавших благотворительными учреждениями). Часто звание почётного опекуна давалось за крупные пожертвования на благотворительные цели. Оно являлось своего рода частным титулом и наградой, не относясь формально к каким-либо классам Табели о рангах.